# Ники Велики (ТВ серија)
Ники Велики је америчка компјутерски анимирана стриминг телевизијска серија коју је развило Мич Ватсон, базирана на стрипу и серији књига, истог имена, од Линколна Перса. Прати авантуре протагонисте из наслова, уз његове другаре, у шестом разреду. Извршни продуценти су Мич Ватсон и Џон Коен. Перд такође сарађује са продуцентима серије. Имала је премијеру на Paramount+ 17. фебруара 2022. У марту 2022. серија је обновљена за другу сезону.

## Радња
Ники Велики прати авантуре и незгоде Никија Рајта, полунеспособног, живахног, и бунтовног шестака. Његово друштво чине Франсис, Теди, Чед, и Ди Ди. Нејт мрзи наставницу социологије гђу Готфри, коју сматра својим непријатељем, и даје јој надимке попут "школска Годзила", и сукобљава се са њом, строгим директором Николсом, и остарелим наставником науке г. Галвином. Код куће, Ники живи са својим самохраним оцем Мартином и женскасктом старијом сестром Елен.

## Ликови
- Ники Рајт (глас позајмио Бен Жиру) полунеспособни, живахни, бунтовни 11-годишњи шестак, који воли да изводи подвалени црта цртаће.
- Елен Рајт (глас позајмила Дав Камерон) Никијева женскаста старија сестра антагониста која је одговорна и зрела.
- Мартин Рајт (глас позајмио Роб Делани) неснађени самохрани отац Никија и Елен.
- Теди Ортиз (глас позајмио Арни Пантоја) један од Никијевих другара из његовог друштва који је духовит и воли да прича вицеве и нервира Никија.
- Чед Еплвајт (глас позајмио Чарли Шлатер) један од Никијевих другара из његовог друштва, који је црвенокоси буцмасти клинац који воли храну.
- Директор Николс (глас позајмио Кевин Мајкл Ричардсон) афроамерички директор 38. школе.
- Гђа Готфри (глас позајмила Керолин Хенеси) Никијева наставница социологије и најгори непријатељ.
- Франсис Поуп (глас позајмио Данијел МК Коен) један од Никијевих другара из његовог друштва, који је паметан и интелигентан.
- Ди Ди Холовеј (глас позајмила Брајс Чарлс) једна од Никијевих другара из његовог друштва, која је Афроамериканка, и председница школског драмског клуба. Она је такође једина девојчица из његовог друштва.

## Улоге
| Улога                  | Оригинални глас       | Српски глас                          |
| ---------------------- | --------------------- | ------------------------------------ |
| Ники Рајт              | Бен Жиру              | Виктор Влајић Марко Ћурчић (С2Е9)    |
| Елен Рајт              | Дав Камерон           | Ања Орељ                             |
| Мартин Рајт            | Роб Делејни           | Бранислав Јевтић                     |
| Теди Ортиз             | Арни Пантоџа          | Вук Гајић                            |
| Чед Еплвајт            | Чарли Шлатер          | Никола Миленковић                    |
| Франсис Поуп           | Данијел МК Коен       | Алекса Станиловић                    |
| Ди Ди Холовеј          | Брајс Чарлс           | Ана Поповић Ђурђина Радић (певање)   |
| Ејми                   | Али Строкер           | Дана Барбара                         |
| Директор Николс        | Кевин Мајкл Ричардсон | Александар Глигорић                  |
| Тренер Џон             | Кевин Мајкл Ричардсон | Александар Глигорић                  |
| Клара Готфри           | Керолин Хенеси        | Милена Моравчевић                    |
| Џералдина Шипулски     | Керолин Хенеси        | Ана Кораћ                            |
| Артур Пашков           | Тод Хаберкорн         | Милан Антонић                        |
| Џени Џенкинс           | Чандни Парех          | Маријана Живановић                   |
| Џина Хемфил-Томс       | Лиса Кеј Џенингс      | Ивана Тењовић                        |
| Ренди Бетанкорт        | Ник Додани            | Лако Николић (С1) Иван Павличић (С2) |
| Кен Роса               | Рајан В. Гарсија      | Марко Марковић                       |
| Г. Галвин              | Мајкл Ривкин          | Милан Тубић                          |
| Ким Кресли             | Бетси Содаро          | Ана Кораћ                            |
| Бред Гантер            | Џејк Блек             | Милан Тубић                          |
| Бентли Картер          | Данијел Џејкобс       | Никола Тодоровић                     |
| Зеф                    | Честер Рашинг         | Mateya                               |
| Др Лагејз              | Рајан В. Гарсија      | Милан Антонић                        |
| Дона                   | Кимберли Брукс        | Софија Јуричан                       |
| Кетлин                 | Чандни Парех          | Маријана Живановић                   |
| Тод/Кајл               | непознато             | Mateya                               |
| Биоскопски рецепционар | непознато             | Милош Дашић                          |
| Капетан крстарице      | непознато             | Бранислав Платиша                    |
| Сабина Шах             | Чандни Парех          | Марија Огњеновић                     |
| Девојчица из кукуруза  | Лиса Кеј Џенингс      | Анђела Џаферовић                     |
| Теткица                | Лиса Кеј Џенингс      | Маријана Живановић                   |
| Чувар                  | непознато             | Милош Ђуричић                        |
| Џеферсон клинац #1     | Бен Жиру              | Иван Павличић                        |
| Џеферсон клинка #2     | непознато             | Јована Цавнић                        |
| Џеферсон клинац #3     | Бен Жиру              | Марко Чурчић                         |
| Нолан Вон              | Ник Додани            | Милан Антонић                        |
| Дина                   | Кимберли Брукс        | Јована Цавнић                        |
| Барбара Бетанкорт      | Сандра Сад            | Јована Цавнић                        |
| Жена са стопалом       | Брајс Чарлс           | Валентина Павличић                   |
| Конобар                | Арни Пантоџа          | Милан Тубић                          |
| Љута мајка             | Лиса Кеј Џенингс      | Ана Кораћ                            |
| Полицајац #1           | Рајан В. Гарсија      | Милан Тубић                          |
| Полицајац #2           | Мајкл Ривкин          | Милан Антонић                        |
| Репортерка             | непознато             | Марија Стокић                        |
| Зоша                   | непознато             | Ирина Арсенијевић                    |
| Винк Самерс            | Честер Рашинг         | Милош Дашић                          |
| Судија #1              | Данијел МК Коен       | Лако Николић                         |
| Гђа Еплвајт            | Лиса Кеј Џенингс      | Јована Цавнић                        |
| Бака Еплвајт           | Бетси Содаро          | Предраг Дамњановић                   |
| Г. Поуп                | Рајан В. Гарсија      | Милош Дашић                          |
| Гђа Поуп               | Чандни Парех          | Валентина Павличић                   |
| Ујак Педро             | Андре Ројо            | Немања Вановић                       |
| Ден                    | непознато             | Немања Вановић                       |
| Фелисија               | Лиса Кеј Џенингс      | Снежана Нешковић                     |
| Саманта Стоунхарт      | Лиса Кеј Џенингс      | Снежана Нешковић                     |
| Марџ Рајт              | Ларејн Њумен          | Валентина Павличић                   |
| Верн Рајт              | Чарли Шлатер          | Немања Живковић                      |
| Касандра               |                       | Ирина Арсенијевић                    |
| Лара                   | непознато             | Ђурђина Радић                        |
| Службеница НАСЕ        | непознато             | Марија Огњеновић                     |
| Џејсон                 | непознато             | Немања Живковић                      |